# Esuma
 (mars 2021).
Si vous disposez d'ouvrages ou d'articles de référence ou si vous connaissez des sites web de qualité traitant du thème abordé ici, merci de compléter l'article en donnant les références utiles à sa vérifiabilité et en les liant à la section « Notes et références ».
L’esuma, aussi écrit essouma, est une langue éteinte de classification incertaine au sein de la branche Kwa de la famille des langues nigéro-congolaises. Elle était autrefois parlée dans les villages d'Assinie (Asini) et de Mafia en Côte d'Ivoire. Les Esuma étaient vassaux de Krindjabo, capitale du Royaume du Sanwi et sont passés aux langues Agni et Nzima.